# Tour der neuseeländischen Rugby-Union-Nationalmannschaft nach Japan 1987
| Tour der All Blacks nach Japan 1987 | Tour der All Blacks nach Japan 1987 | Tour der All Blacks nach Japan 1987 | Tour der All Blacks nach Japan 1987 | Tour der All Blacks nach Japan 1987 |
| Übersicht                           | S                                   | G                                   | U                                   | N                                   |
| ----------------------------------- | ----------------------------------- | ----------------------------------- | ----------------------------------- | ----------------------------------- |
| Sonstige Spiele                     | 5                                   | 5                                   | 0                                   | 0                                   |
| Gesamt                              | 5                                   | 5                                   | 0                                   | 0                                   |

Die Tour der neuseeländischen Rugby-Union-Nationalmannschaft nach Japan 1987 umfasste eine Reihe von Freundschaftsspielen der All Blacks, der Nationalmannschaft Neuseelands in der Sportart Rugby Union. Das Team reiste im Oktober und November 1987 durch Japan und bestritt fünf Spiele, die es alle gewann. Darunter waren zwei Begegnungen mit der japanischen Nationalmannschaft, die vom neuseeländischen Verband nicht als Test Matches anerkannt werden.

## Spielplan
- Hintergrundfarbe grün = Sieg

(Ergebnisse aus der Sicht Neuseelands)
| # | Datum             | Gegner              | Ort          | Stadion               | Ergebnis |
| - | ----------------- | ------------------- | ------------ | --------------------- | -------- |
| 1 | 21. Oktober 1987  | Japan B             | Tokio        | Nationalstadion       | 94:0     |
| 2 | 25. Oktober 1987  | Japan               | Higashiōsaka | Hanazono-Rugbystadion | 74:0     |
| 3 | 28. Oktober 1987  | Asian Barbarians    | Kyōto        | Nishikyōgoku-Stadion  | 96:3     |
| 4 | 01. November 1987 | Japan               | Tokio        | Nationalstadion       | 106:4    |
| 5 | 04. November 1987 | JRFU President’s XV | Tokio        | Nationalstadion       | 38:9     |